# 香港紅十字青年團

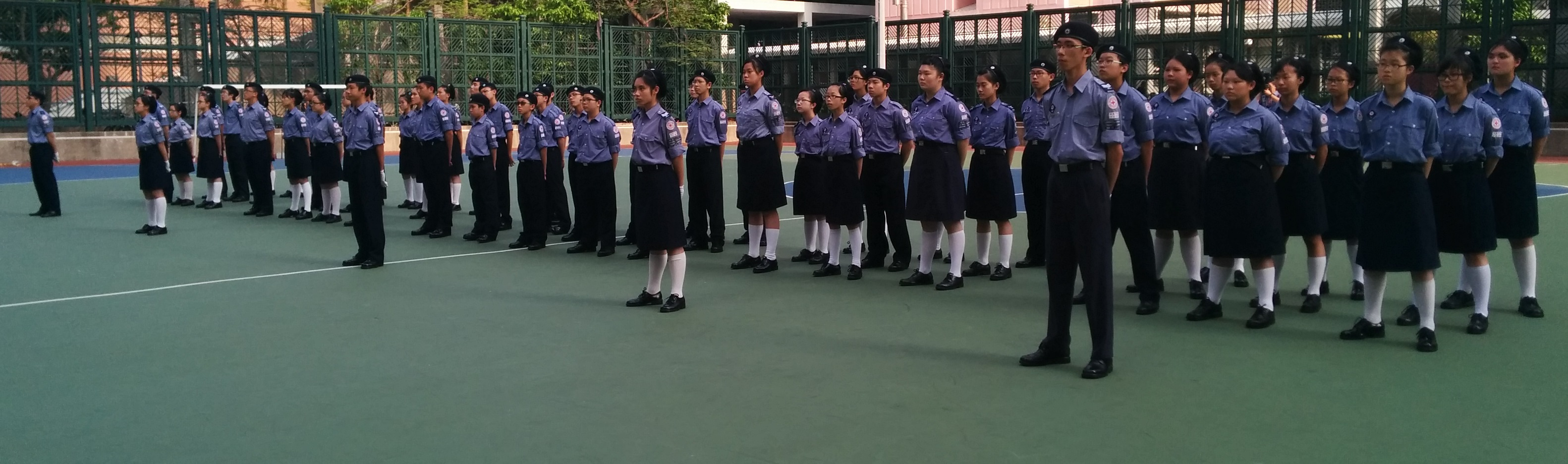
青年團會員參與會操

香港紅十字會青年團（英語：Hong Kong Red Cross Youth Units）是香港紅十字會轄下的青年發展服務所管轄的制服隊伍。
紅十字會青年團一般設於中學、青年中心，分區總部亦有舉辦公開團，供學校未有開設紅十字青年團的學生參加。各青年團由香港紅十字會的5個分區總部，按地區各自統籌。會員年齡由12歲至17歲。活動特色是透過「漸進式活動計劃」，循序漸進地培育會員以保護生命和健康、熱心服務社群及實踐人道精神為己任的生活態度，並裝備會員的領袖才能、醫護知識、紀律及服務技巧，以能為有需要的人士提供優質及多元化的社區服務。同時，亦讓會員透過參與服務的管理和推行，使他們從中達致個人的成長及發展。
紅十字會青年團每年定期舉辦的週年及特色活動包括：急救比賽、護理比賽、友誼活動創作比賽、最佳服務主題計劃比賽、世界紅十字日推廣日、校園健康大使計劃、海外交流活動、傑出紅十字青年會員選舉、紅十字青少年頒獎禮等。

## 架構及職級肩章

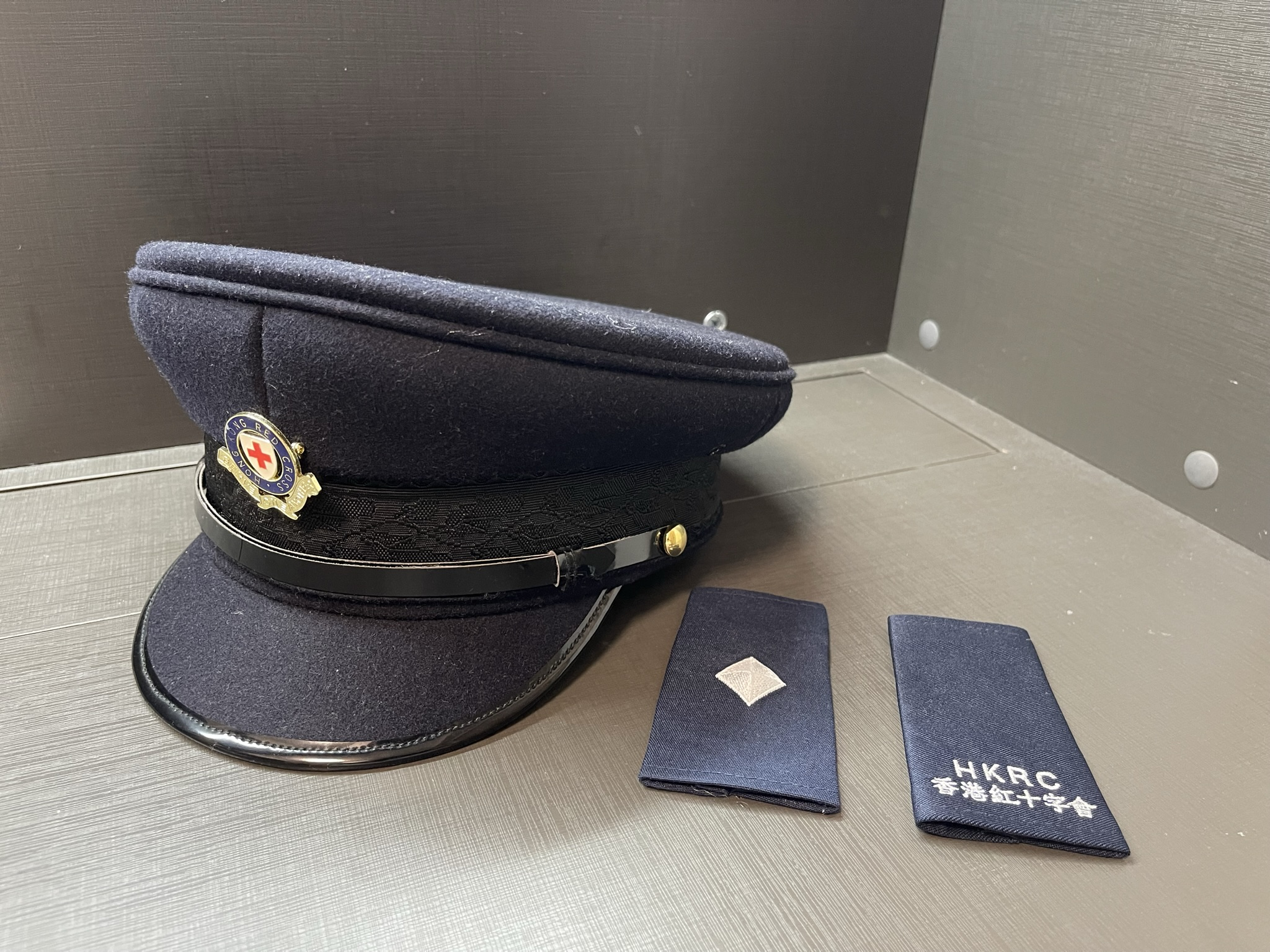
從左到右依次為：制服隊伍領袖禮服硬帽、青年團訓練員肩章、見習青年團訓練員肩章。

青年團一般設有1位團長、1位總隊長、3位高級隊長和5位隊長，負責領導和維持團隊運作。部份青年團設有助理團長和若干青年團訓練員 ，以成人領袖的身分作為協助團長帶領團隊。
擔任團委員的青年會員可佩帶與其職位相對稱之隊長肩章；而見習青年團訓練員需取得紅十字知識、青年團管理、急救、步操和導師訓練的資歷，方可正式獲委任爲青年團訓練員。
|              | 中文名稱         | 英文名稱                                     | 縮寫    | 職責 | 肩章標誌 |
| ------------ | ---------------- | -------------------------------------------- | ------- | --- | -------- |
| 制服隊伍領袖 | 團長             | Unit Officer                                 | UO      | 由團隊贊助人(一般為校長/機構負責人)委任，一般是學校老師或職員，負責領導團委員會、監督團隊運作和簽署文件等。              |          |
| 制服隊伍領袖 | 助理團長         | Assistant Unit Officer                       | AUO     | 由團隊贊助人委任，一般是學校老師或職員，協助團長處理團務。                                                               |          |
| 制服隊伍領袖 | 青年團訓練員     | Youth Unit Trainer                           | YUT     | 由團隊贊助人委任，可以是前青年團會員、成人團會員、社工、老師或其他專業人士，協助團長管理團隊，並為團隊提供不同的訓練。。 |          |
| 團委員       | 總隊長           | Head Section Leader                          | HSL     | 團員的領袖，領導整個團隊、協助團長領導團委員會，推行團務。                                                               |          |
| 團委員       | 高級隊長(訓練)   | Senior Section Leader (Training)             | SSL(T)  | 負責團內一切訓練事宜，安排團員參與訓練課程及訓練活動                                                                     |          |
| 團委員       | 高級隊長(服務)   | Senior Section Leader (Service)              | SSL(S)  | 負責團內一切服務事宜，安排會員參與服務，填寫、簽署服務文件。                                                             |          |
| 團委員       | 高級隊長(人事)   | Senior Section Leader (Personnel)            | SSL(P)  | 負責團內一切人事事宜，招募新會員、安排會員續會及推行「漸進式活動計劃」。                                                 |          |
| 團委員       | 隊長(訓練)       | Section Leader (Training)                    | SL(T)   | 協助高級隊長(訓練)處理團內訓練事宜。                                                                                     |          |
| 團委員       | 隊長(服務)       | Section Leader (Service)                     | SL(S)   | 協助高級隊長(服務)處理團內服務事宜。                                                                                     |          |
| 團委員       | 隊長(友誼)       | Section Leader (Friendship)                  | SL(F)   | 負責團內一切友誼活動和與其他團隊的聯繫。                                                                                 |          |
| 團委員       | 隊長(財政及總務) | Section Leader (Treasurer and Quartermaster) | SL(TQM) | 管理團內財政及物資。 |          |
| 團委員       | 隊長（文書）     | Section Leader (Secretary)                   | SL(Sec) | 處理團內文書工作，檔案處理。                                                                                             |          |
| 會員         | 高級青年會員     | Senior Youth Member                          | SYM     | 輔助團長帶領、指導青年會員的工作；擔任團內基礎訓練課程的導師/訓練員；帶領青年會員按階段完成漸進式活動的要求。            |          |
| 會員         | 青年會員         | Youth Member                                 | YM      | | 無       |

## 漸進式活動計劃

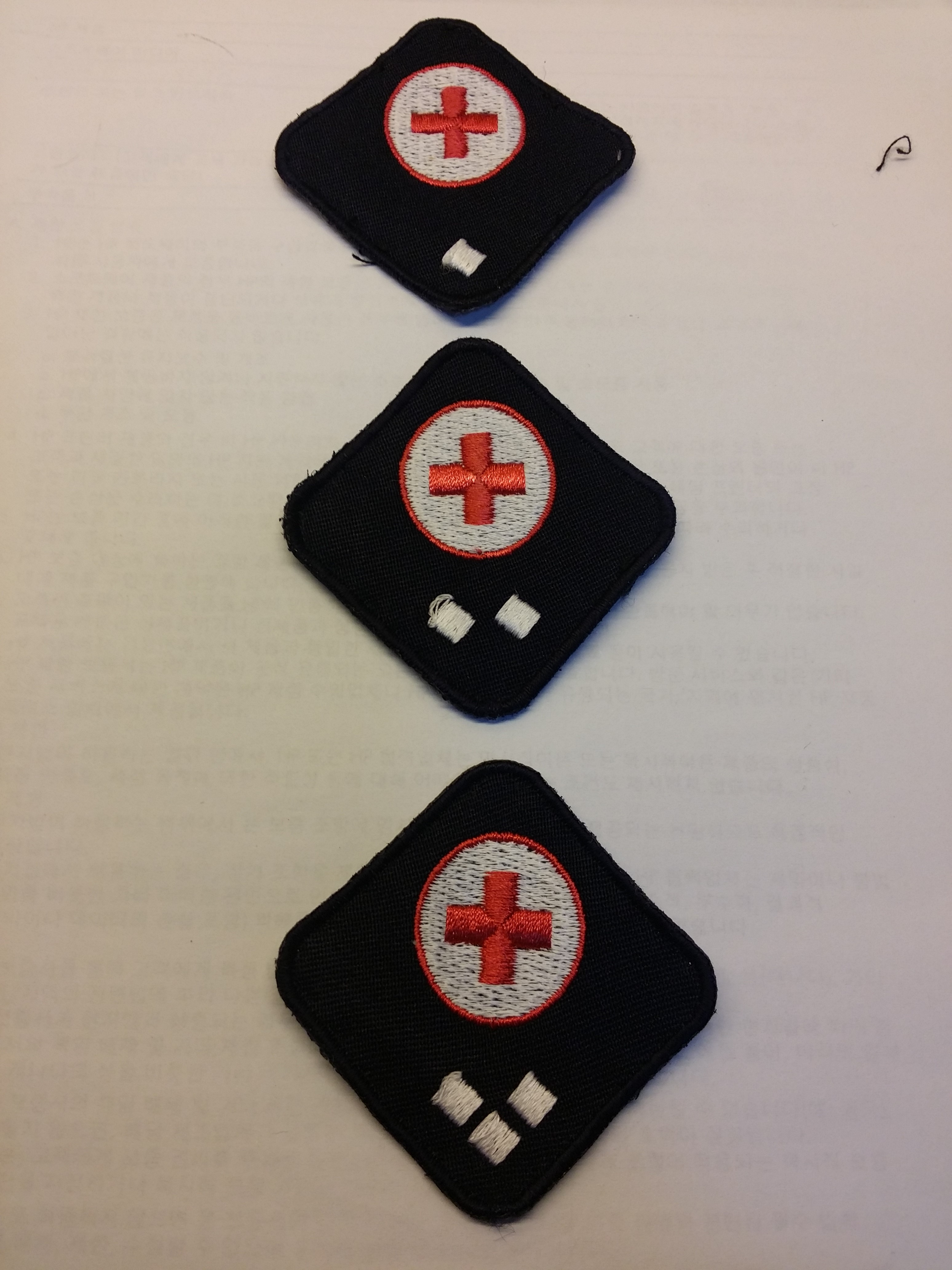
漸進式活動計劃其中三個階段專章，從上至下依次為認知章、實踐章及領袖章。

### 簡介
漸進式活動計劃 (Progressive Programme) 是香港紅十字會現時對青年會員推行漸進式活動計劃，透過這一項新模式的學習活動計劃，希望達致以下目的：
1. 發揮紅十字青少年的「互助」精神。作為一名紅十字青少年，要有獻身紅十字運動的決心，和以行動實踐人類互相扶持的精神；
2. 體現紅十字青少年的五項活動目標。透過參與活動；
3. 學習紅十字精神，鍛鍊應有的技能和心智，達至健康成長，做一名正直負責任的青年人；
4. 以行動去實踐人道精神，服務疾病及患難人仕；
5. 從參與中發揮青年人的積極性、創造性及領袖潛質；
6. 根據青年人不同的能力和經驗，提供不同階段的活動，以提昇他們主動學習的意識；
7. 增加團隊自行組織活動的能力，以提供更多活動予會員。

### 內容
此計劃共分四個階段專章，包括：認知章、實踐章、領袖章及深造章，每個階段綜合了訓練、服務和友誼活動，並分佈於五大活動目標內。每個階段設有必修及選修活動，會員在每階段完成該階段之必修活動及一項選修活動後，就可晉升另一階段。其中中三級或以上的會員晉升至領袖章階段後，即可成為「高級青年會員」，並可佩戴相應肩章。
在2011年發佈的制度内，會員須完成「漸進式活動計劃」之「認知章」內的五項必修活動（包括：青年基本急救聽講証書課程(YEFA)、協助事前籌備/協助推行服務活動兩次或五小時、探討志願服務的精神、參與友誼活動、紅十字青少年基本訓練課程、步操課程）及一項選修活動，方可宣誓成為正式會員。
在2016年發佈的制度内，會員只要完成「漸進式活動計劃」之「認知章」內的五項必修活動（急救及健康資訊、服務體驗及分享、參加團體活動、認識紅十字運動、制服團隊及步操認知），並完成認知章回顧，即可宣誓成為正式會員。

## 青年課程及專章

### 課程獎勵

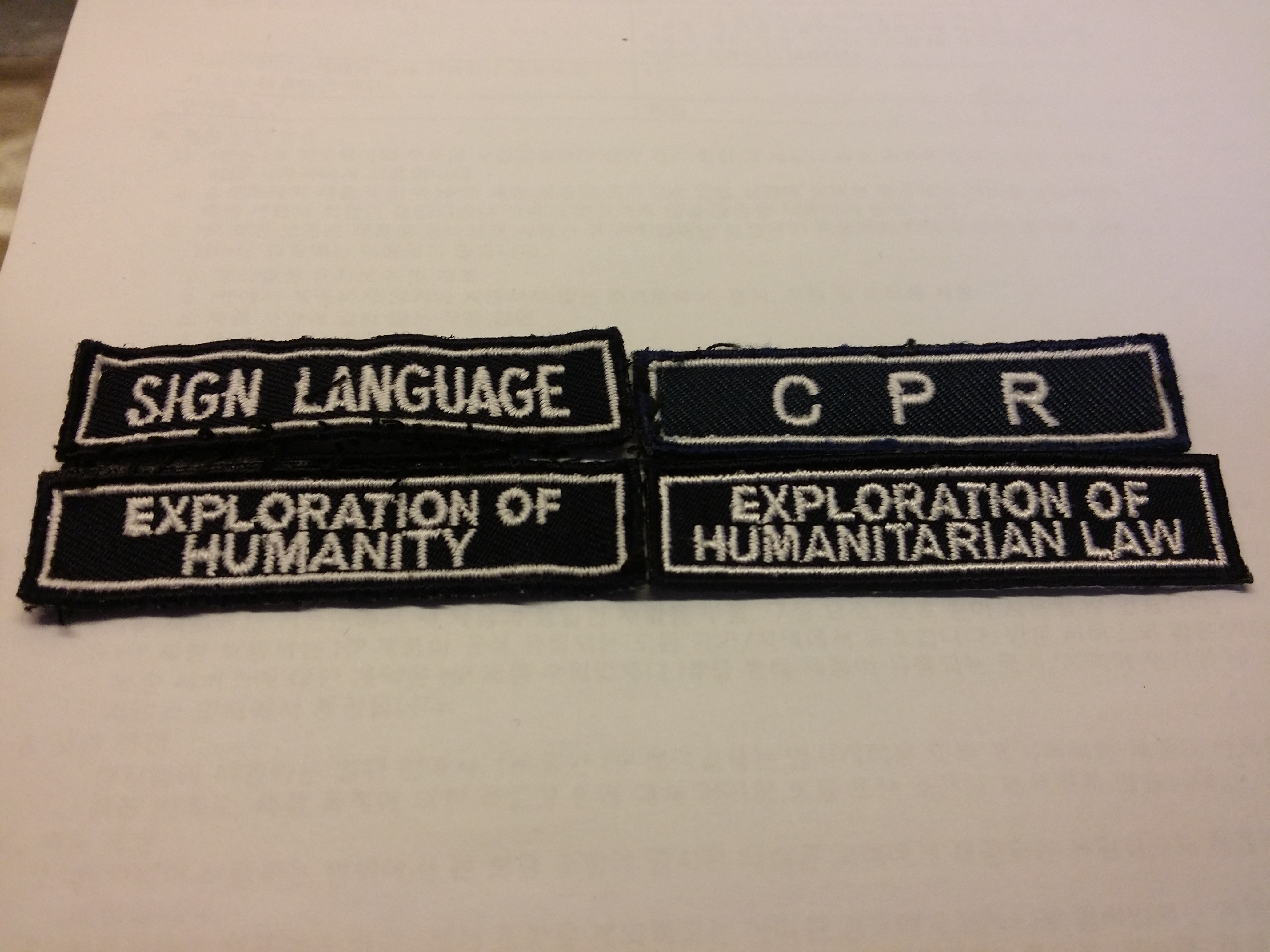
四個青年資格徽章，依次為：青年手語、青年基本心肺復甦法、青年人道探索及青年國際人道法探索。

修畢任何課程，可獲頒相應聽講證書或證書，大部分可購買相應青年資格徽章或青年導師資格徽章，縫在制服衣袖上。其中青年資格徽章縫在制服左袖上；青年導師資格徽章，縫在制服右衣袖上。
香港紅十字會青年團訓練課程分為四大類：健康訓練，安全訓練，服務訓練及領袖訓練。課程可按相關要求，由團隊、分區或總部舉辦，並由持有獲認可資歷的高級青年會員、成人導師、義務職員或專業人士（包括註冊西醫，護士，註冊社工等）任教。擁有其他相關資歷的專職人士，須得到總辦事處青年及義工事務高級主任、總部活動青年事務高級主任或醫務總主任認可，方可任教相關課程。

#### 現行課程
| 中文名稱                         | 英文全稱                                      | 英文簡稱                  |
| 健康訓練(Health Training)        | 健康訓練(Health Training)                     | 健康訓練(Health Training) |
| -------------------------------- | --------------------------------------------- | ------------------------- |
| 青年健康檢查                     | Youth Health Check                            | YHC                       |
| 青年護理                         | Youth Nursing                                 | YN                        |
| 青年嬰兒及幼兒護理               | Youth Infant and Child Care                   | YIC                       |
| 青年護理深造                     | Youth Nursing Proficiency                     | YNP                       |
| 青年健康教育推廣（愛滋病）       | Youth Health Promotion (HIV/AIDS)             | YHP(HA)                   |
| 安全訓練(Safety Training)        |                                               |                           |
| 青年防火                         | Youth Fire Prevention                         | YFP                       |
| 青年繩結                         | Youth Knotting                                | YK                        |
| 青年預防意外                     | Youth Accident Prevention                     | YAP                       |
| 青年備災                         | Youth Disaster Preparation                    | YDisP                     |
| 青年基本心肺復甦法               | Youth Basic Cardio Pulmonary Resuscitation    | YBCPR                     |
| 青年急救初階                     | Youth Basic First Aid                         | YBFA                      |
| 青年急救深造（單元一及二）       | Youth First Aid Proficiency (Module 1&2)      | YFAP (M1) & YFAP (M2)     |
| 青年輕型拯救                     | Youth Light Rescue                            | YLR                       |
| 成人急救(青年)                   | Standard First Aid(Youth)                     | SFA(Y)                    |
| 服務訓練(Service Training)       |                                               |                           |
| 青年手語                         | Youth Sign Language                           | YSL                       |
| 青年傳訊                         | Youth Communication                           | YC                        |
| 青年服務技巧訓練－兒童           | Youth Service Skill - Children                | YSS/C                     |
| 青年服務技巧訓練－社區照顧       | Youth Service Skill - Community Care          | YSS/CC                    |
| 青年服務技巧訓練－長者           | Youth Service Skill - Elderly                 | YSS/E                     |
| 青年服務技巧訓練－院友圖書服務   | Youth Service Skill - Patient Library Service | YSS/PLS                   |
| 青年服務技巧訓練－長者(生命故事) | Youth Service Skill - Elderly (Life Story)    | YSS/E(LS)                 |
| 青年服務技巧訓練－智障人士       | Youth Service Skill - Mentally Handicapped    | YSS/MH                    |
| 青年服務技巧訓練－殘障人士       | Youth Service Skill - Physically Disabled     | YSS/PD                    |
| 青年服務技巧訓練－服務策劃       | Youth Service Skill - Project Design          | YSPD                      |
| 青年服務技巧訓練－少數族裔人士   | Youth Service Skill - Ethnic Minority         | YSS/EM                    |
| 領袖訓練(Leadeship Training)     |                                               |                           |
| 青年紅十字知識                   | Youth Red Cross Knowledge                     | YKRC                      |
| 青年傳播員                       | Youth Disseminator                            | Ydiss                     |
| 青年步操                         | Youth Drill                                   | YD                        |
| 團委員訓練                       | Committee Member Training                     | CMT                       |
| 青年領袖訓練（初級）             | Youth Leadership Training (Junior)            | YLT(J)                    |
| 青年步操導師                     | Youth Drill Instructor                        | YDI                       |
| 青年步操深造                     | Youth Drill Proficiency                       | YDP                       |
| 青年基本急救聽講證書導師(青年)   | Youth Elementary First Aid Instructor (Youth) | YEFAI(Y)                  |
| 青年人道探索                     | Youth Exploration of Humanity                 | YEH                       |
| 青年野外訓練（I）                | Youth Field Training (I)                      | YFT(I)                    |
| 青年帶領遊戲技巧                 | Youth Game Leading Skill                      | YGLS                      |
| 青年繩結導師                     | Youth Knotting Instructor                     | YKI                       |
| 青年領袖訓練（高級）             | Youth Leadership Training (Senior)            | YLT(S)                    |
| 青年手語導師                     | Youth Sign Language Instructor                | YSLI                      |
| 青年國際人道法探索               | Youth Exploration of Humanitary Law           | YEHL                      |
| 青年野外訓練（II）               | Youth Field Training(II)                      | YFT(II)                   |

#### 已取消課程
| 中文名稱                   | 英文全稱                                  | 英文簡稱 |
| -------------------------- | ----------------------------------------- | -------- |
| 青年健康教育推廣(體適能)   | Youth Health Promotion (Physical Fitness) | YHP(PF)  |
| 青年高級繩結               | Youth Advanced Knotting                   | YAK      |
| 青年服務技巧訓練－M R 兒童 | Youth Service Skill - M R Children        | YSS/MRC  |

### 技能深造章

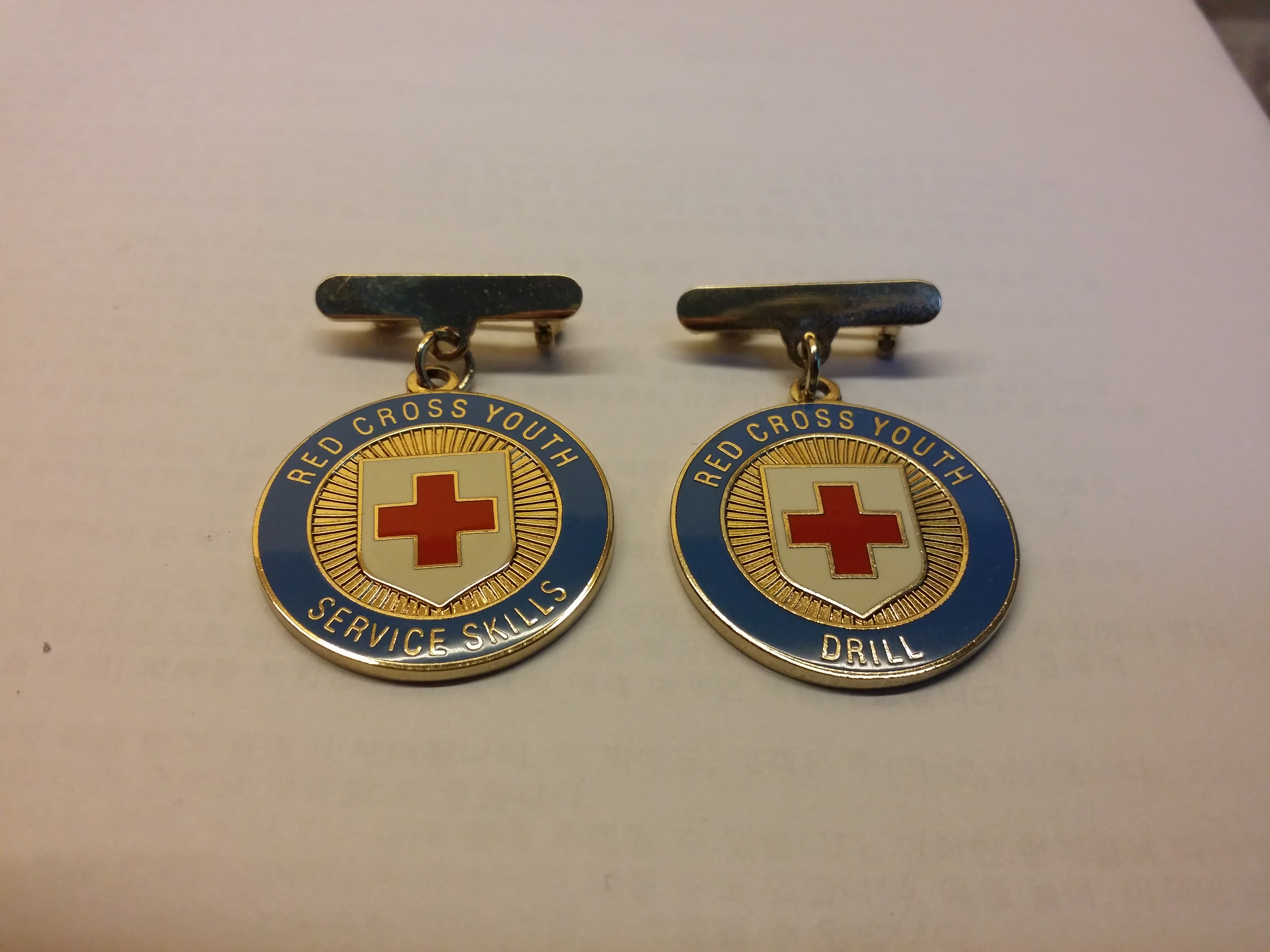
青年服務技能深造章和青年步操深造章

持有以下資歷更可獲頒相應深造章，配戴在制服右胸位置。
| 深造章                           | 所需資歷 |
| -------------------------------- | --- |
| 青年服務技能深造章               | 持有下列其中三項課程證書： - 青年服務技巧訓練－長者 - 青年服務技巧訓練－兒童 - 青年服務技巧訓練－社區照顧 - 青年服務技巧訓練－智障人士 - 青年服務技巧訓練－殘障人士 - 青年服務技巧訓練－服務策劃 - 青年服務技巧訓練－長者（生命故事） - 青年服務技巧訓練－少數族裔人士 - 青年健康檢查 - 青年手語 |
| 青年急救深造章                   | 持有青年急救深造（單元一及二）和青年基本心肺復甦法證書 |
| 青年護理深造章                   | 持有青年護理深造證書 |
| 青年健康教育推廣（愛滋病）深造章 | 持有青年健康教育推廣（愛滋病）證書 |
| 青年安全及戶外技能深造章         | 持有下列其中三項課程之證書： - 青年防火 - 青年預防意外 - 青年繩結 - 青年野外訓練（Ⅱ） |
| 青年拯救深造章                   | 持有青年輕型拯救證書及青年傳訊證書 |
| 青年步操深造章                   | 持有青年步操深造證書 |
| 青年人道深造章                   | 持有青年領袖訓練（高級）證書及下列其中兩項課程之證書： - 青年備災 - 青年傳播員 - 青年國際人道法探索 |

### 青年榮譽技能扣
為推動及嘉許會員積極參與訓練課程，青年會員每累積三個課程深造章可獲頒「榮譽技能扣」。會員須於獲得「榮譽章」後，方可扣上「榮譽技能扣」，最多可扣上兩個，並可延續佩帶於成人會員籍之制服上。

### 青年榮譽技能章
如會員獲取3個技能深造章，可頒發「青年榮譽技能章」。如再獲取第4-6個技能深造章，可頒發「勳帶」加於「青年榮譽技能章」上，最多3條。會員可佩戴獎章於制服右胸位置上，並可延續佩戴在成人會員籍的制服上。此獎章已於 1998 年 11 月停止頒發。

## 紅十字青年團各項比賽
為鼓勵紅十字青年團團隊在不同活動項目上的技能提升，透過參加各項活動比賽前的準備過程，促進團隊內會員間的合作；亦可以透過比賽，認識其他不同分區的紅十字青年團團隊，以促進彼此友誼及相互了解。紅十字青年團各項比賽包括：

### 傑出青年團比賽 (Unit of the Year)
傑出青年團比賽於1985-1986年度起開始推行。設立比賽的目的，是為了表揚和鼓勵青年團和個別會員有全面而均衡的發展，提升他們在紅十字會訓練及活動的表現及參與度(The annual competition is an exercise to give recognition and to encourage Cadet Units and individual members with the units to achieve an all round balanced development and high performance and participation in all aspects of Red Cross training and activities.)。評分包括 (A) 至 (R) 共17項：(A) 團隊總人數，(B) 活躍會員人數, (C) 訓練總積點, (D) 活躍會員人數中獲取40或以上訓練積點的人數，(E) 服務總時間, (F) 活躍會員人數獲取15小時或以上服務總時間之人數, (G) 超過基本30位活躍會員之人數, (H) 活躍會員之訓練總積點, (I) 活躍會員之平均訓練積點, (J) 活躍會員之服務總時間, (K) 活躍會員之平均服務時間, (L) 友誼團隊互選所得票數之百分比, (M) 國際友誼紀念品設計得分, (N) 步操比賽得分, (P) 急救比賽得分, (Q) 護理比賽得分, 及 (R) 服務計劃比賽得分。
隨著漸進式活動計劃的推行，傑出青年團比賽的目的及評分標準逐步作出修訂。為鼓勵青年團加強參與核心指標相關的活動，並平均參與各類型的比賽、服務及活動，現時比賽分為兩部份：
- 第一部份根據七項核心成效指標之表現評分，包括：(1) 該年度漸進式活動計劃晉階人次比率, (2) 已宣誓會員人數比率, (3a) 具備YFA/ YBFA資格的會員人數比率, (3b) 具備YHC/ YN 資格的會員人數比率, (4a) 具備YLT(J) 資格的會員人數比率, (4b) 具備YLT(S) 資格的會員人數比率, (5) 會員平均服務時數, (6) 外地交流活動參與分, 及(7) 會員人數。
- 第二部份根據活動/比賽項目表現評分, 包括：(a) 急救比賽, (b) 護理比賽, (c) 最佳服務主題計劃比賽, (d) 友誼活動創作比賽, (e) 校園健康大使計劃, 及 (f) 人道相關活動。

獎項設有全港總冠、總亞、總季軍，總部冠、亞、季軍，分區傑出青年團，最佳進步團隊 及 嘉許狀(於第一部份得分最高15%的青年團隊)。
2023-24年度起，獲傑出青年團比賽嘉許狀、分區冠軍、總部冠、亞、季軍及全港總冠、亞、季軍的團隊，該團會員均可獲頒「傑出青年團獎章」，並可把獎章配帶於制服上，直至獲獎會員離開該青年團為止。
傑出青年團比賽歷年的全港總冠軍、總亞軍及總季軍的獲獎青年團表列如下 (註：早年部份紀錄不全)：
| 年度        | 總冠軍                             | 總亞軍                                       | 總季軍                                                           |
| ----------- | ---------------------------------- | -------------------------------------------- | ---------------------------------------------------------------- |
| 1985 – 1986 | 九龍總部 青年團第19團              | --                                           | --                                                               |
| 1986 – 1987 | 九龍總部 青年團第10團              | 九龍總部 青年團第101團                       | 港島總部 青年團第1團                                             |
| 1987 – 1988 | 九龍總部 青年團第15團              | 九龍總部 青年團第101團                       | 港島總部 青年團第1團 九龍總部 青年團第10團 港島總部 青年團第11團 |
| 1988 – 1989 | 港島總部 青年團第22團              | 港島總部 青年團第1團 新界總部 青年團第93團   | 港島總部 青年團第11團                                            |
| 1989 – 1990 | 九龍總部 青年團第15團              | 港島總部 青年團第11團                        | 港島總部 青年團第2團                                             |
| 1990 – 1991 | 九龍總部 青年團第15團              | --                                           | --                                                               |
| 1991 – 1992 | 九龍總部 青年團第10團              | 港島總部 青年團第1團                         | 港島總部 青年團第2團                                             |
| 1992 – 1993 | 港島總部 青年團第2團               | --                                           | --                                                               |
| 1993 – 1994 | 九龍總部 青年團第10團              | 港島總部 青年團第2團                         | 新界總部 青年團第93團                                            |
| 1994 – 1995 | 西九龍總部 青年團第55團            | --                                           | --                                                               |
| 1995 – 1996 | 西九龍總部 青年團第10團            | 港島總部 青年團第27團                        | 西九龍總部 青年團第55團                                          |
| 1996 – 1997 | 西九龍總部 青年團第10團            | 西九龍總部 青年團第55團                      | 新界西總部 青年團第99團                                          |
| 1997 – 1998 | 港島總部 青年團第27團              | 新界西總部 青年團第93團 港島總部 青年團第9團 |                                                                  |
| 1998 – 1999 | 西九龍總部 青年團第10團            | --                                           | --                                                               |
| 1999 – 2000 | 西九龍總部 青年團第15團            | --                                           | --                                                               |
| 2000 – 2001 | 西九龍總部 青年團第15團            | --                                           | --                                                               |
| 2001 – 2002 | 港島總部 青年團第34團              | 西九龍總部 青年團第10團                      | 新界西總部 青年團第93團                                          |
| 2002 – 2003 | 新界西總部 青年團第63團            | 西九龍總部 青年團第10團                      | 港島總部 青年團第34團                                            |
| 2003 – 2004 | 新界西總部 青年團第93團            | 港島總部 青年團第34團                        | 新界西總部 青年團第63團                                          |
| 2004 – 2005 | 西九龍總部 青年團第71團            | 西九龍總部 青年團第49團                      | 港島總部 青年團第34團                                            |
| 2005 – 2006 | 新界西總部 青年團第63團            | 西九龍總部 青年團第158團                     | 新界東總部 青年團第109團                                         |
| 2006 – 2007 | 新界西總部 青年團第63團            | 新界西總部 青年團第98團                      | 東九龍總部 青年團第95團                                          |
| 2007 – 2008 | 西九龍總部 青年團第49團            | 新界西總部 青年團第63團                      | 新界西總部 青年團第98團 港島總部 青年團第42團                    |
| 2008 – 2009 | 西九龍總部 青年團第49團            | 港島總部 青年團第9團                         | 港島總部 青年團第34團                                            |
| 2009 – 2010 | 港島總部 青年團第222團             | 西九龍總部 青年團第49團                      | 港島總部 青年團第104團 港島總部 青年團第232團                    |
| 2010 – 2011 | 港島總部 青年團第222團             | 港島總部 青年團第34團                        | 港島總部 青年團第9團 西九龍總部 青年團第57團                     |
| 2011 – 2012 | 港島總部 青年團第222團             | 港島總部 青年團第124團                       | 新界西總部 青年團第63團                                          |
| 2012 – 2013 | 港島總部 青年團第222團             | 新界西總部 青年團第63團                      | 東九龍總部 青年團第64團                                          |
| 2013 – 2014 | 港島總部 青年團第222團             | 新界西總部 青年團第63團                      | 東九龍總部 青年團第64團                                          |
| 2014 – 2015 | 港島總部 青年團第222團             | 東九龍總部 青年團第194團                     | 新界西總部 青年團第63團                                          |
| 2015 – 2016 | 港島總部 青年團第222團             | 港島總部 青年團第42團                        | 東九龍總部 青年團第194團                                         |
| 2016 – 2017 | 港島總部 青年團第42團              | 港島總部 青年團第222團                       | 新界西總部 青年團第63團                                          |
| 2017 – 2018 | 港島總部 青年團第222團             | 港島總部 青年團第42團                        | 港島總部 青年團第34團                                            |
| 2018 – 2019 | 港島總部 青年團第222團             | 港島總部 青年團第9團                         | 港島總部 青年團第42團                                            |
| 2019 – 2020 | 因2019新冠狀病毒病疫情關係取消比賽 | 因2019新冠狀病毒病疫情關係取消比賽           | 因2019新冠狀病毒病疫情關係取消比賽                               |
| 2020 – 2021 | 因2019新冠狀病毒病疫情關係取消比賽 | 因2019新冠狀病毒病疫情關係取消比賽           | 因2019新冠狀病毒病疫情關係取消比賽                               |
| 2021 – 2022 | 因2019新冠狀病毒病疫情關係取消比賽 | 因2019新冠狀病毒病疫情關係取消比賽           | 因2019新冠狀病毒病疫情關係取消比賽                               |
| 2022 – 2023 | 港島總部 青年團第222團             | 港島總部 青年團第177團                       | 西九龍總部 青年團第49團                                          |
| 2023 – 2024 | 港島總部 青年團第177團             | 港島總部 青年團第222團                       | 港島總部 青年團第9團                                             |

### 訓練盾 (Training Shield)
設立訓練盾的目的，是獎勵於訓練方面有超卓表現的青年團。同時加入了獎分制度，務求鼓勵團隊在訓練上配合漸進式活動計劃各專章內容及多元發展的方針。評分準則為：
- 計算團隊過去一年度在訓練課程當中“及格”的會員人次；
- 所有興趣班將不計算於此獎項當中；
- 設扣分制，並與團隊過去一年度在訓練課程當中的“未達最低出席率要求”及“缺席考試”的會員人次掛鉤。

獎項設有全港總冠軍、總亞軍、總季軍，總部冠軍、亞軍、季軍 及 優異表現證書(排名首15%之青年團隊)

### 服務盾 (Service Shield)
設立服務盾的目的，是鼓勵團隊努力拓展及參與社區服務、香港紅十字會統籌之服務，以至香港紅十字青少年的核心服務項目，並肯定團隊在不同服務領域作出努力貢獻及成就。評分準則包括：
- 紅十字青少年「核心服務項目」服務時數
- 「隊／團主辦」服務時數
- 「紅十字會主辦／合辦／應邀參與」服務時數

獎項設有全港總冠軍、總亞軍、總季軍，總部冠軍、亞軍、季軍 及 優異表現證書(總服務時數得分最高15%之青年團)

### 青年急救比賽 (Youth First Aid Competition)
「青年急救比賽」是重要的急救推廣平台，比賽以小組形式進行，考驗會員基本急救技巧及臨場反應能力。各分區總部可提名三隊隊伍參與「全港青年急救比賽」，每隊參賽隊伍由 6 至 8 名青年會員組成，其中包括一位隊長。比賽分為模擬場景賽、急救挑戰賽 1、急救挑戰賽2及急救問答比賽共四部分，設全場總冠、亞、季軍、模擬場景賽冠軍、急救技巧賽1冠軍、急救技巧賽2冠軍、急救問答比賽冠軍及模擬場景賽最佳隊長,合共 8 個獎項。

### 青年護理比賽 (Youth Nursing Competition)
「青年護理比賽」目的為推廣護理的知識和訓練，提升青年會員對護理之興趣和技術，讓會員互相交流及觀摩護理之經驗。每隊參賽隊伍由四至六人組成及出賽，其中包括一位隊長，不設後備。所有參賽者在參賽當日必須完成漸進式活動計劃認知章JA01（基本備災及健康生活資訊），或持有有效之護理/健康檢查證書(YHC/YHN/YHNP/YN/YNP)。每位參賽者必須參加最少一個比賽項目。每隊需安排 1-4 名隊長/隊員參與各項賽事，模擬場景賽及護理技巧賽及問答比賽將以分組形式進行，完成比賽後設有示範及講解環節。比賽設全場總冠、亞、季軍、模擬場景賽冠軍、護理技巧賽１冠軍、護理技巧賽２冠軍、護理問答比賽冠軍及模擬場景賽最佳隊長，合共八個獎項。
各分區總部可提名兩隊隊伍參與「全港青年護理比賽」，角逐全港總冠、亞、季軍。

### 友誼活動創作比賽 (RCY Friendship Activity Contest)
由2016-17年度起，部門舉辦「友誼活動創作比賽」取代「國際交誼紀念品設計比賽」。「友誼活動創作比賽」目的是期望能夠提升會員對活動設計的能力和帶領技巧，能夠自由創作有趣和具創意的活動，並將友誼活動連繫紅十字精神。每隊參賽隊伍最多由四人組成及出賽。各分區總部可提名兩隊隊伍參與「全港友誼活動創作比賽」，角逐全港總冠、亞、季軍。

### 最佳服務主題計劃比賽 (Best Service Theme Project Competition)
為鼓勵團隊按照每年的服務主題自行策劃及推行優質的服務計劃，令社會上有需要群體獲得適切的服務及關懷之餘，同時亦令籌劃服務計劃的籌委會成員本身以及參與服務的青年會員們，能夠透過參與志願服務學習及宣揚人道價值。故部門特設「全港最佳服務主題計劃比賽」，選出最能夠彰顯該年度服務主題的服務計劃。
獎項設有全港總冠軍、總亞軍、總季軍，總部冠軍及亞軍。

## 紅十字青年會員各項獎項

### 傑出紅十字青年會員選舉 (Red Cross Youth of the Year)
「傑出紅十字青年會員」選舉由2004-05年度起舉行，選舉目的是鼓勵青年會員在參與紅十字會、學校活動、學業成績及家庭生活有均衡發展；表揚於紅十字青少年核心價值中表現優秀的青年會員，為其他會員樹立典範；及讓教育界人士進一步認識紅十字青年會員的優秀表現。傑出紅十字青年會員的評選可分為四部分：
- 個人履歷 (20%)
- 青年事務發展的建議文件 (20%)
- 工作坊 (30%)
- 面試 (30%)

每隊青年團由贊助人/團長/總部職員提名1名青年會員參選，如符合提名水平，該會員將成為該團隊的「團隊傑出青年會員」。
分區總部會成立遴選小組，以個別/小組形式面見候選人，選出不多於10名「總部傑出紅十字青年會員」，於2021-22年度起，獲選會員會獲頒發「總部傑出紅十字青年會員」獎章 (布章)，並可佩戴獎章於制服右胸位置上。4位較優秀的會員將進入部門最後評選。
各分區總部入選會員須遞交紅十字青年事務發展建議文件，及必須出席工作坊及面試。部門成立評選團，通過工作坊及面試與候選人接觸，從而選出不多於10位「全港傑出紅十字青年會員」。獲選會員可獲頒發「全港傑出紅十字青年會員」專有藍白雙色哨繩，並可佩帶自左膊至左胸口袋位置。此獎章可延續佩戴在成人會員籍的制服上。

### 青年榮譽章 (Youth Attainment Badge)

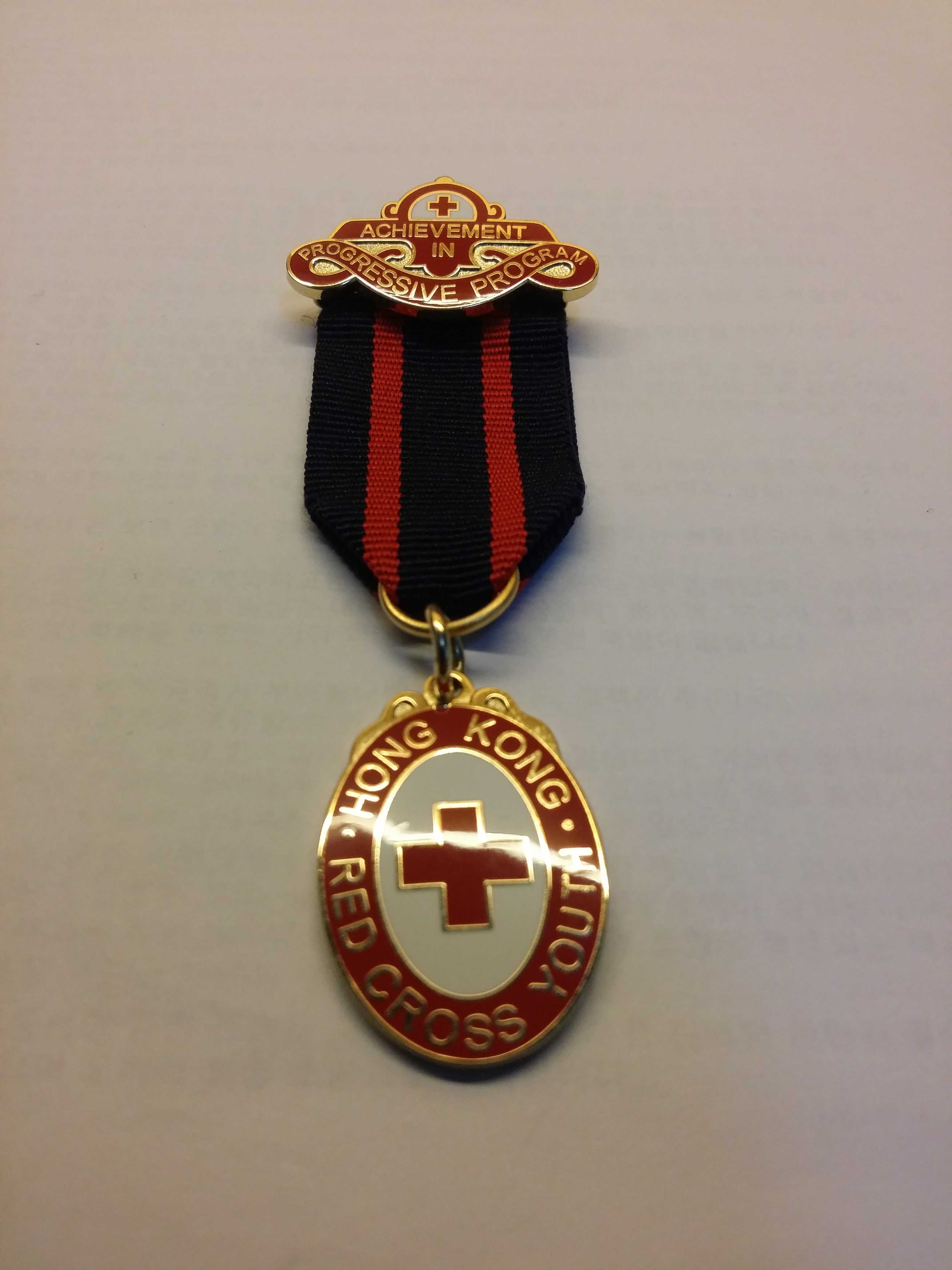
青年榮譽章

漸進式活動計劃計劃共分四個專章，包括：「認知章」、「實踐章」、「領袖章」及「深造章」，會員在該階段時須佩戴該階段專章於制服右胸位置上。當完成「深造章」階段後，會獲頒青年會員最高獎項「青年榮譽章」，會員可佩戴獎章於制服右胸位置上。此外，會員每獲三個深造章，可購買「榮譽技能扣」佩於榮譽章上，最多可佩兩個。
此獎章可延續佩戴在成人會員籍的制服上。

### 青年導師服務獎 (Youth Instructor Service Award)

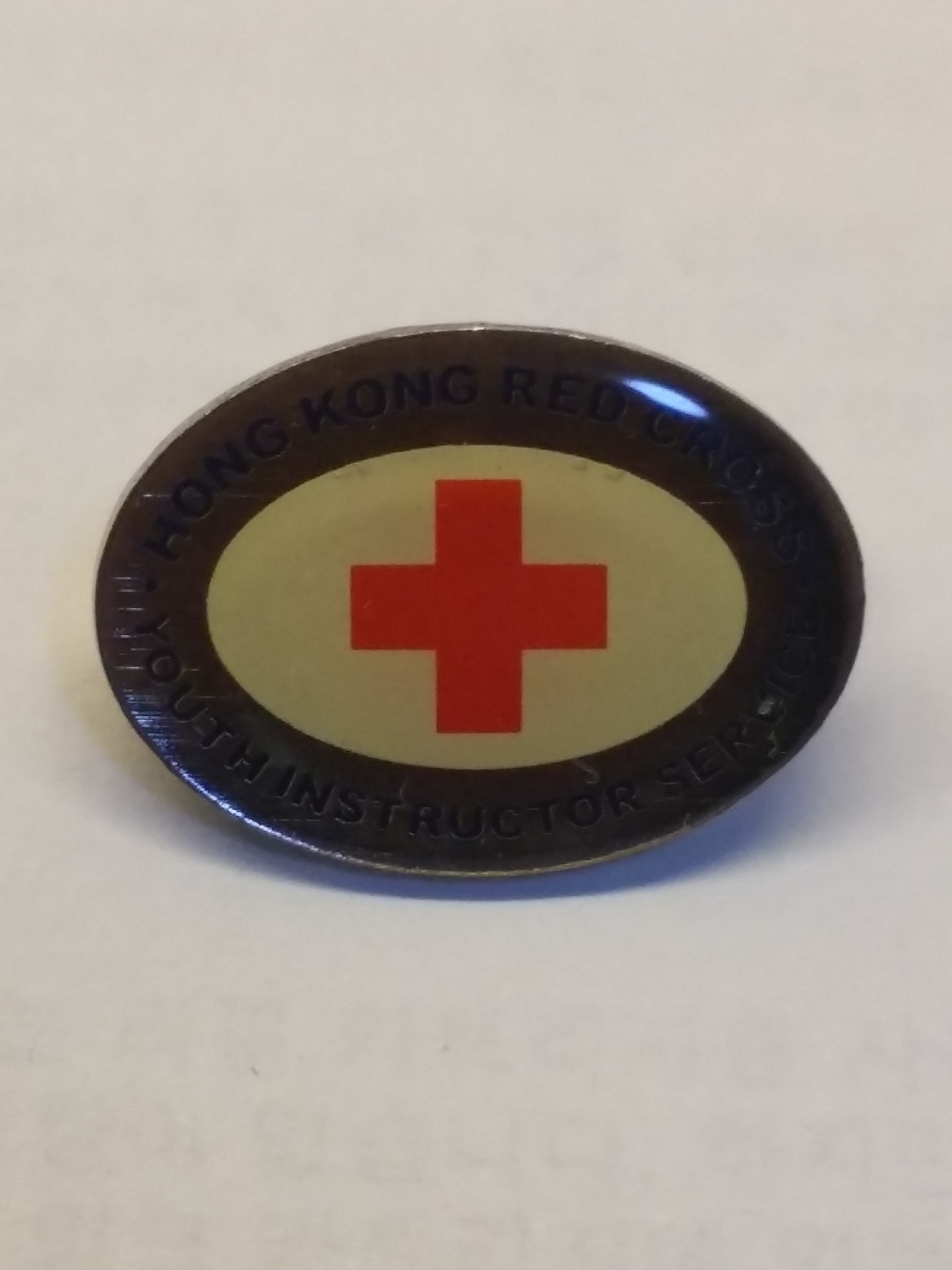
青年導師服務銀獎

設立青年導師服務獎的目的，是吸引及嘉許高級青年會員積極裝備自己及於校內開辦各類基本訓練課程予團內青年會員。
持有任何青年導師資歷，包括：青年步操導師、青年傳播員、青年手語導師、青年繩結導師、紅十字青少年基本訓練導師（課程已停止開辦）、青年基本急救聽講證書導師（青年）的高級青年會員，現階段可以計算青年導師服務時數的課程分別為︰青年步操課程、青年紅十字知識課程、青年手語課程、青年繩結課程，達指定時數後可獲頒該等級之導師服務獎章，佩戴在制服右胸位置上。
| 獎項                                                       | 時數   |
| ---------------------------------------------------------- | ------ |
| 青年導師服務銅獎 (Youth Instructor Service Award ~ Bronze) | 20小時 |
| 青年導師服務銀獎 (Youth Instructor Service Award ~ Silver) | 40小時 |
| 青年導師服務金獎 (Youth Instructor Service Award ~ Gold)   | 60小時 |

### 志願服務獎 (Voluntary Service Award)

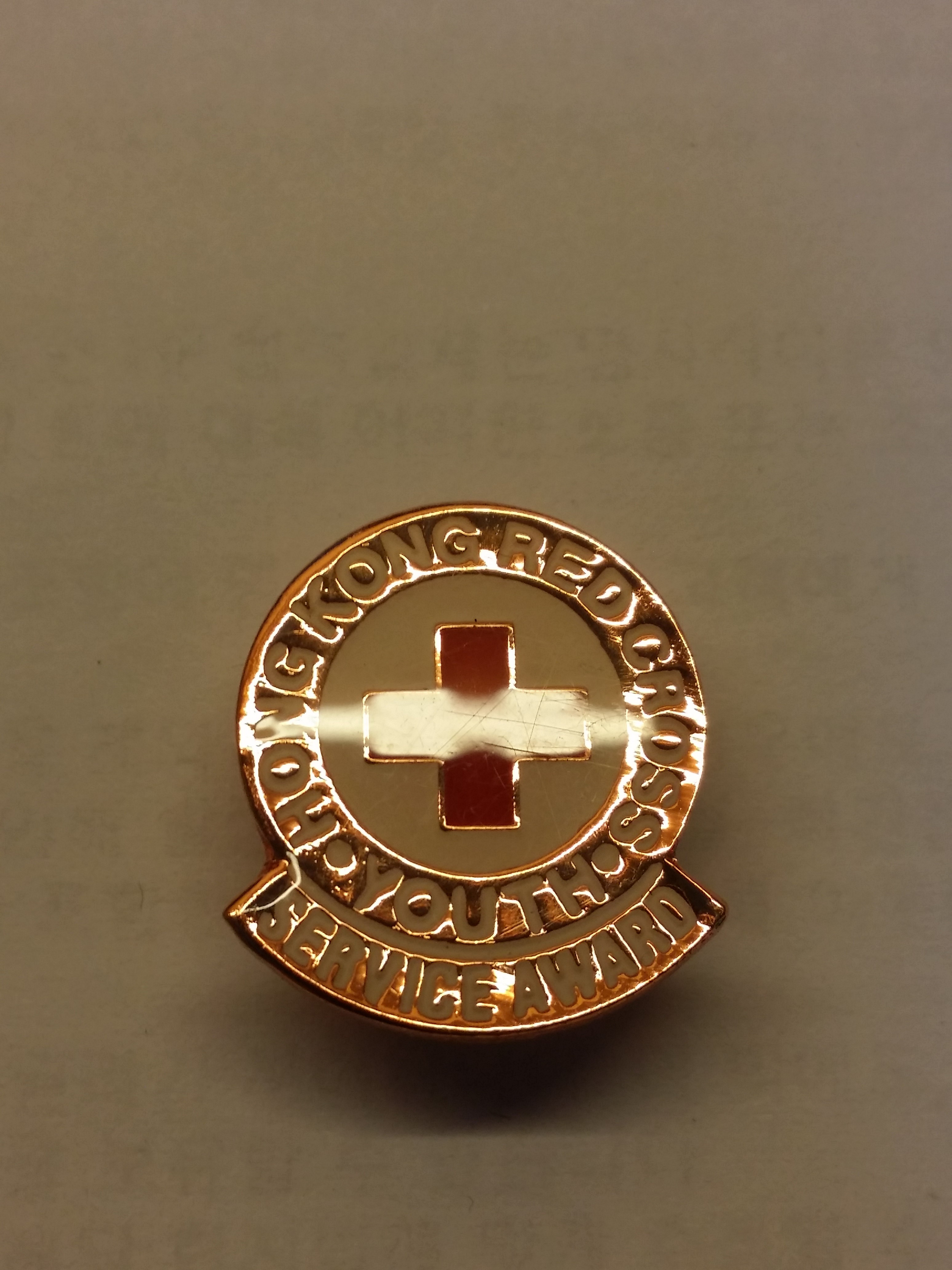
青年服務銅獎（已停用）

前稱為「青年服務獎章」，分為金、銀、銅三種獎章，頒發予服務時數累績達300小時、200小時及100小時的青年會員。為鼓勵本會青年會員積極參與本會各類型的服務及服務相關活動，透過參與志願服務的過程，體現紅十字人道價值。機構由2020-21年度起，服務時數不分會員籍，由少年會員籍開始累積計算。服務時數累績達以下指定時數者，可獲頒該等級之服務證書獎章，佩戴在制服右胸位置上。

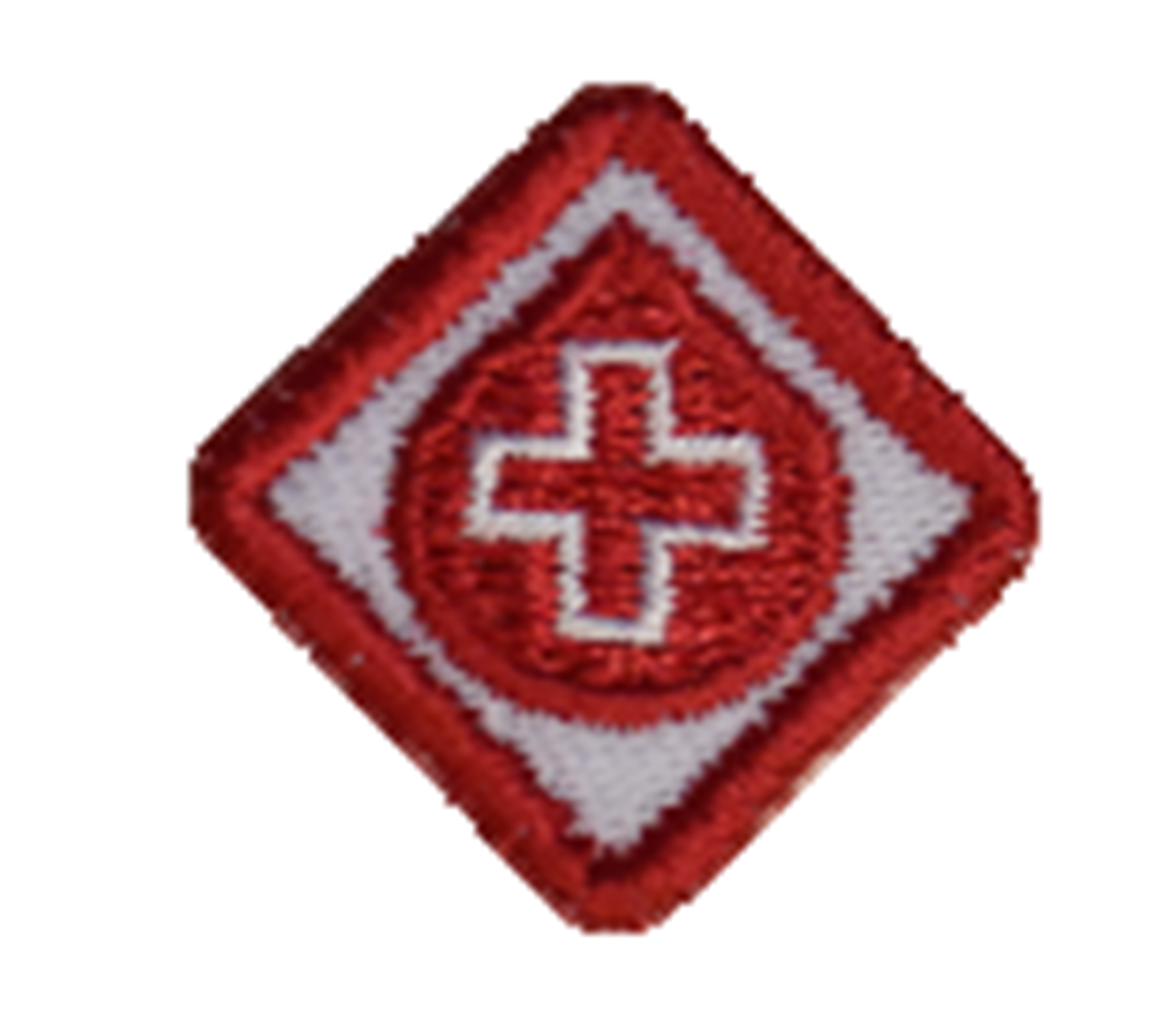
青年「 首次捐血 」獎章

- 青年「 首次捐血 」獎章 50小時志願服務獎 (50 hours Voluntary Service Award)
- 100小時志願服務獎 (100 hours Voluntary Service Award)
- 200小時志願服務獎 (200 hours Voluntary Service Award)
- 300小時志願服務獎 (300 hours Voluntary Service Award)
- 500小時志願服務獎 (500 hours Voluntary Service Award)
- 800小時志願服務獎 (800 hours Voluntary Service Award)
- 1000小時志願服務獎 (1000 hours Voluntary Service Award)

其後每累積500小時服務時數，機構將頒發證書以示嘉許。

### 青年「 首次捐血 」獎章
為鼓勵紅十字青少年會員身體力行,用行動體現人道精神。部門於 2016 年 11 月推出青年「首次捐血」獎章，以鼓勵 16 歲的青年會員踏出捐血第一步,並培養青年人持續捐血救人的習慣，以協助社會上有需要人士。獎章只適用於青年會員籍配，配帶於右胸袋蓋尖對下置中之位置 ，不可延續至成人會員籍配帶。

## 港島總部團隊列表
（注意：此列表分區並非按照香港十八區分區）

### 東區一
- 青年團第59團：張振興伉儷書院
- 青年團第68團：嶺南中學
- 青年團第83團：文理書院（香港）
- 青年團第104團：寶血女子中學
- 青年團第164團：漢華中學
- 青年團第177團：衛理中學
- 青年團第210團：伊斯蘭脫維善紀念中學
- 青年團第233團：中華基金中學
- 青年團第239團：福建中學（小西灣）
- 青年團第286團：聖公會李福慶中學

### 東區二
- 青年團第8團：聖馬可中學
- 青年團第16團：聖貞德中學
- 青年團第18團：嘉諾撒書院
- 青年團第27團：筲箕灣官立中學
- 青年團第30團：筲箕灣東官立中學
- 青年團第65團：顯理中學
- 青年團第70團：慈幼英文學校（中學部）
- 青年團第94團：香港中國婦女會中學
- 青年團第122團：金文泰中學
- 青年團第222團：張祝珊英文中學

### 灣仔區
- 青年團第1團：嘉諾撒聖方濟各書院
- 青年團第13團：青年團公開團 （港島總部）
- 青年團第22團：皇仁書院
- 青年團第26團：佛教黃鳳翎中學
- 青年團第34團：香港華仁書院
- 青年團第42團：香港真光中學
- 青年團第186團：北角協同中學
- 青年團第246團：鄧肇堅維多利亞官立中學
- 青年團第334團：東華三院李潤田紀念中學

### 中西區
- 青年團第7團：高主教書院
- 青年團第9團：聖嘉勒女書院
- 青年團第11團：英華女學校
- 青年團第17團：聖若瑟書院
- 青年團第21團：英皇書院
- 青年團第39團：聖保羅書院
- 青年團第56團：長洲官立中學
- 青年團第171團：聖士提反女子中學
- 青年團第202團：樂善堂梁銶琚書院

### 南區
- 青年團第2團：嘉諾撒聖心書院
- 青年團第14團：明愛莊月明中學
- 青年團第40團：聖士提反書院
- 青年團第80團：嘉諾撒培德書院
- 青年團第124團：香港真光書院
- 青年團第127團：余振強紀念第二中學
- 青年團第205團：聖伯多祿中學
- 青年團第232團：香港仔工業學校
- 青年團第251團：香港培英中學
- 青年團第280團：香港紅十字會甘迺迪中心

已結束團隊
- 青年團第4團：中華基督教青年會中學
- 青年團第6團：聖保羅男女中學
- 青年團第12團：灣仔街坊福利會
- 青年團第24團：地利亞修女紀念學校（太古城）
- 青年團第29A團：新法書院
- 青年團第29B團：新法書院
- 青年團第32團：社會福利署東柴灣綜合家庭服務中心
- 青年團第33團：庇理羅士女子中學
- 青年團第48A團：玫瑰崗中學
- 青年團第48B團：玫瑰崗中學
- 青年團第62團：中華基督教會公理書院
- 青年團第72團：筲箕灣崇真中學
- 青年團第78團：聖公會鄧肇堅中學
- 青年團第90團：中華基督教會桂華山中學
- 青年團第91團：香港陳維周紀念中學
- 青年團第92團：香港聖瑪加利女書院
- 青年團第97團：新會商會陳白沙紀念中學
- 青年團第103團：堅尼地城官立中學
- 青年團第115團：梁文燕紀念中學
- 青年團第132團：余道生紀念中學
- 青年團第148團：育才中學
- 青年團第176團：中華基督教青年會中學
- 青年團第193團：嶺南衡怡紀念中學
- 青年團第209團：明愛胡振中中學

## 西九龍總部青年團列表

### 油尖旺北區
- 青年團第3團：伊利沙伯中學
- 青年團第23團：青年團公開團（西九龍總部）
- 青年團第81團：聖芳濟書院
- 青年團第126團：中華基督教會銘基書院
- 青年團第152團：港九潮州公會中學
- 青年團第238團：香港管理專業協會李國寶中學
- 青年團第325團：聖公會諸聖中學
- 青年團第328團：官立嘉道理爵士中學(西九龍)
- 青年團第332團：世界龍岡學校劉皇發中學

### 油尖旺南區
- 青年團第10團：嘉諾撒聖瑪利書院
- 青年團第55團：拔萃女書院
- 青年團第133團：梁顯利油麻地社區中心
- 青年團第153團：麗澤中學
- 青年團第167團：基督教香港信義會信義中學
- 青年團第226團：真光女書院
- 青年團第266團：天主教新民書院
- 青年團第316團：循道中學

### 九龍城南區
- 青年團第52團：陳瑞祺（喇沙）書院
- 青年團第62團：中華基督教會基道中學
- 青年團第66團：華英中學
- 青年團第87團：五旬節中學
- 青年團第112團：香港培正中學
- 青年團第117團：余振強紀念中學
- 青年團第125團：基督教女青年會丘佐榮中學
- 青年團第179團：聖公會蔡功譜中學
- 青年團第207團：聖公會聖匠中學
- 青年團第225團：創知中學
- 青年團第235團：聖公會聖三一堂中學
- 青年團第281團：保良局顏寶鈴書院
- 青年團第317團：順德聯誼總會胡兆熾中學

### 九龍城北區
- 青年團第15團：喇沙書院
- 青年團第25團：瑪利諾修院學校（中學部）
- 青年團第28團：新法書院
- 青年團第47團：獻主會聖母院書院
- 青年團第60團：嘉諾撒聖家書院
- 青年團第102團：文理書院（九龍）
- 青年團第123團：基督書院
- 青年團第139團：天光道官立中學
- 青年團第142團：香港培道中學
- 青年團第218團：九龍真光中學
- 青年團第240團：禮賢會彭學高紀念中學
- 青年團第247團：九龍塘學校（中學部）
- 青年團第250團：東華三院黃笏南中學
- 青年團第312團：新亞中學
- 青年團第329團：耀中國際學校（中學部）
- 籌辦中：何明華會督銀禧中學

### 深水埗東區
- 青年團第50團：德雅中學
- 青年團第57團：寶血會上智英文書院
- 青年團第69團：聖母玫瑰書院
- 青年團第85團：陳樹渠紀念中學
- 青年團第118團：香港四邑商工總會黃棣珊紀念中學
- 青年團第129團：香港路德會社會服務處路德會白田青少年中心
- 青年團第158團：匯基書院
- 青年團第253團：東華三院張明添中學
- 青年團第268團：廠商會中學
- 青年團第285團：路德會協同中學

### 深水埗西區
- 青年團第36B團：地利亞修女紀念學校（吉利徑）
- 青年團第46團：德貞女子中學
- 青年團第49團：英華書院
- 青年團第71團：長沙灣天主教英文中學
- 青年團第100團：長沙灣官立中學
- 青年團第200團：佛教大雄中學
- 青年團第305團：基督教崇真中學
- 青年團第313團：天主教南華中學
- 青年團第320團：聖瑪加利男女英文中小學

## 東九龍總部青年團列表

### 慈雲山區
- 青年團第53團：德愛中學
- 青年團第58團：中華基督教會協和書院
- 青年團第64團：保良局第一張永慶中學
- 青年團第101團：聖母書院
- 青年團第105團：香港神託會培敦中學
- 青年團第131團：佛教孔仙洲紀念中學
- 青年團第270團：保良局何蔭棠中學
- 青年團第310團：佛教志蓮中學
- 籌備成立：禮賢會恩慈學校

### 黃大仙區
- 青年團第45團：樂善堂余近卿中學
- 青年團第73團：潔心林炳炎中學
- 青年團第79團：可立中學（嗇色園主辦）
- 青年團第114團：五旬節聖潔會永光書院
- 青年團第203團：聖公會聖本德中學
- 青年團第262團：仁濟醫院羅陳楚思中學
- 青年團第264團：聖文德書院
- 青年團第290團：龍翔官立中學
- 青年團第314團：香港紅十字會瑪嘉烈戴麟趾學校
- 青年團第315團：香港布廠商會朱石麟中學

### 觀塘東區
- 青年團第36C團：地利亞修女紀念學校（月華）
- 青年團第74團：聖安當女書院
- 青年團第75團：中華基督教會蒙民偉書院
- 青年團第95團：觀塘瑪利諾書院
- 青年團第119團：基督教聖約教會堅樂中學
- 青年團第135團：梁式芝書院
- 青年團第144團：五邑司徒浩中學
- 青年團第155團：新生命教育協會呂郭碧鳳中學
- 青年團第178團：佛教何南金中學
- 青年團第224團：青年團公開團 （東九龍總部）
- 青年團第243團：香港聖公會何明華會督中學
- 青年團第244團：香港紅十字會雅麗珊郡主學校
- 青年團第261團：天主教普照中學
- 青年團第299團：香港道教聯合會青松中學

### 觀塘西區
- 青年團第19團：聖若瑟英文中學
- 青年團第36A團：地利亞修女紀念學校（協和）
- 青年團第61團：觀塘功樂官立中學
- 青年團第116團：威靈頓英文中學（德福分校）
- 青年團第151團：順利天主教中學
- 青年團第166團：寧波第二中學
- 青年團第180團：地利亞修女紀念學校（協和二中）
- 青年團第189團：錫安社會服務處
- 青年團第191團：中華基督教會基智中學
- 青年團第245團：瑪利諾中學
- 青年團第265團：基督教中國佈道會聖道迦南書院
- 青年團第274團：匯基書院（東九龍）
- 青年團第318團：觀塘官立中學
- 青年團第321團：中華基督教會基順學校

### 西貢區
- 青年團第194團：將軍澳官立中學
- 青年團第212團：港澳信義會慕德中學
- 青年團第213團：仁濟醫院靚次伯紀念中學
- 青年團第214團：東華三院呂潤財紀念中學
- 青年團第215團：威靈頓教育機構張沛松紀念中學
- 青年團第217團：保良局甲子何玉清中學
- 青年團第221團：基督教宣道會宣基中學
- 青年團第223團：仁濟醫院王華湘中學
- 青年團第229團：香港道教聯合會圓玄學院第三中學
- 青年團第230團：馬錦明慈善基金馬陳端喜紀念中學
- 青年團第234團：天主教鳴遠中學
- 青年團第260團：將軍澳香島中學
- 青年團第263團：萬鈞匯知中學
- 青年團第288團：香海正覺蓮社佛教正覺中學
- 青年團第289團：景嶺書院
- 籌備成立：香港華人基督教聯會真道書院

## 新界西總部青年團列表

### 葵青一區
- 青年團第63團：佛教善德英文中學
- 青年團第89團：葵盛社區會堂
- 青年團第93團：天主教母佑會蕭明中學
- 青年團第99團：樂善堂顧超民中學
- 青年團第110團：天主教慈幼會伍少梅中學
- 青年團第113團：青年團公開團 （新界西總部）
- 青年團第137團：下葵涌官立中學
- 青年團第140團：聖公會林護紀念中學
- 青年團第161團：中華基督教會全完中學
- 青年團第181團：聖瑪加利女書院(葵涌)
- 青年團第192團：中華傳道會李賢堯紀念中學
- 青年團第216團：順德聯誼總會李兆基中學
- 青年團第249團：東華三院陳兆民中學
- 青年團第322團：循道衞理聯合教會李惠利中學

### 葵青二區
- 青年團第98團：中華傳道會安柱中學
- 青年團第111團：香港四邑商工總會陳南昌紀念中學
- 青年團第121團：荔景天主教中學
- 青年團第157團：石籬天主教中學
- 青年團第159團：樂善堂梁植偉紀念中學
- 青年團第170團：東華三院吳祥川紀念中學
- 青年團第172團：皇仁舊生會中學
- 青年團第199團：明愛聖若瑟中學
- 青年團第236團：葵涌循道中學
- 青年團第291團：保祿六世書院
- 青年團第294團：佛教葉紀南紀念中學
- 青年團第324團[10]：東華三院伍若瑜夫人紀念中學
- 籌辦中：裘錦秋中學（葵涌）

### 荃灣及東涌區
- 青年團第31團：荃灣官立工業中學
- 青年團第38團：雅麗珊社區中心
- 青年團第130團：路德會呂明才中學
- 青年團第154團：保良局李城璧中學
- 青年團第160團：博愛醫院歷屆總理聯誼會梁省德中學
- 青年團第237團：荃灣官立中學
- 青年團第252團：仁濟醫院林百欣中學
- 青年團第258團：保良局馬錦明夫人章馥仙中學
- 青年團第296團：港青基信書院
- 青年團第297團：東涌天主教學校（中學部）
- 青年團第298團：保良局姚連生中學

### 屯門一區
- 青年團第120團：順德聯誼總會譚伯羽中學
- 青年團第134團：香港九龍塘基督教中華宣道會陳瑞芝紀念中學
- 青年團第145團：屯門官立中學
- 青年團第147團：廠商會蔡章閣中學
- 青年團第182團：深培中學
- 青年團第269團：青松侯寶垣中學
- 青年團第272團：新生命教育協會平安福音中學
- 青年團第276團：可藝中學（嗇色園主辦）
- 青年團第327團：順德聯誼總會梁銶琚中學
- 青年團第330團：仁愛堂社區中心

### 屯門二區
- 青年團第106團：佛教沈香林紀念中學
- 青年團第138團：保良局百周年李兆忠紀念中學
- 青年團第150團：裘錦秋中學（屯門）
- 青年團第173團：仁濟醫院第二中學
- 青年團第196團：崇真書院
- 青年團第197團：宣道中學
- 青年團第206團：浸信會永隆中學
- 青年團第227團：馬錦明慈善基金馬可賓紀念中學
- 青年團第228團：保良局董玉娣中學
- 青年團第333團：南屯門官立中學

### 元朗區
- 青年團第82團：天主教培聖中學
- 青年團第143團：中華基督教會基元中學
- 青年團第198團：基督教香港信義會元朗信義中學
- 青年團第204團：路德會西門英才中學
- 青年團第241團：博愛醫院鄧佩瓊紀念中學
- 青年團第242團：十八鄉鄉事委員會公益社中學
- 青年團第255團：裘錦秋中學（元朗）
- 青年團第256團：伊利沙伯中學舊生會中學
- 青年團第257團：佛教茂峰法師紀念中學
- 青年團第259團：東華三院郭一葦中學
- 青年團第271團：可道中學（嗇色園主辦）
- 青年團第275團：天水圍循道衛理中學
- 青年團第277團：東華三院盧幹庭紀念中學
- 青年團第283團：中華基督教青年會中學
- 青年團第292團：元朗公立中學校友會鄧兆棠中學
- 青年團第295團：香港中文大學校友會聯會張煊昌中學
- 青年團第323團：元朗公立中學

## 新界東總部青年團列表

### 沙田南區
- 青年團第76團：香港聖瑪加利女書院
- 青年團第88團：樂道中學
- 青年團第136團：聖母無玷聖心書院
- 青年團第141團：五育中學
- 青年團第162團：香港九龍塘基督教中華宣道會鄭榮之中學
- 青年團第165團：沙田官立中學
- 青年團第168團：天主教郭得勝中學
- 青年團第175團：梁文燕紀念中學（沙田）
- 青年團第183團：東莞工商總會劉百樂中學
- 青年團第211團：港九潮州公會馬松深中學
- 青年團第279團：青年團公開團（新界東總部）
- 青年團第309團：佛教覺光法師中學
- 青年團第331團：沙田崇真中學
- 青年團第336團：保良局朱敬文中學

### 沙田北區
- 青年團第109團：浸信會呂明才中學
- 青年團第156團：台山商會中學
- 青年團第187團：香港中國婦女會馮堯敬紀念中學
- 青年團第188團：青年會書院
- 青年團第201團：保良局胡忠中學
- 青年團第219團：沙田培英中學
- 青年團第231團：馬鞍山聖若瑟中學
- 青年團第267團：香港中文大學校友會聯會陳震夏中學
- 青年團第273團：東華三院馮黃鳳亭中學
- 青年團第282團：林大輝中學
- 青年團第284團：東華三院黃鳳翎中學
- 青年團第302團：香港神託會培基書院
- 青年團第304團：德信中學
- 青年團第306團：東華三院邱金元中學
- 青年團第319團：聖公會曾肇添中學
- 青年團第326團：曾璧山（崇蘭）中學
- 青年團第337團：沙田蘇浙公學
- 籌辦中：沙田學院

### 大埔區
- 青年團第84團：王肇枝中學
- 青年團第96團：恩主教書院
- 青年團第149團：大埔官立中學
- 青年團第169團：香港道教聯合會圓玄學院第二中學
- 青年團第174團：香港紅卍字會大埔卍慈中學
- 青年團第184團：孔教學院大成何郭佩珍中學
- 青年團第185團：救恩書院
- 青年團第220團：聖公會莫壽增會督中學
- 青年團第248團：新界鄉議局大埔區中學
- 青年團第278團：香港教師會李興貴中學
- 青年團第311團：中華聖潔會靈風中學
- 青年團第335團：南亞路德會沐恩中學

### 北區
- 青年團第37團：新界喇沙中學
- 青年團第128團：東華三院李嘉誠中學
- 青年團第146團：香港道教聯合會鄧顯紀念中學
- 青年團第190團：中華基督教會基新中學
- 青年團第195團：上水官立中學
- 青年團第208團：鳳溪廖萬石堂中學
- 青年團第254團：粉嶺救恩書院
- 青年團第287團：宣道會陳朱素華紀念中學
- 青年團第293團：保良局馬錦明中學
- 青年團第300團：基督教香港信義會心誠中學
- 青年團第301團：鳳溪第一中學
- 青年團第303團：粉嶺禮賢會中學
- 青年團第307團：香海正覺蓮社佛教馬錦燦紀念英文中學
- 青年團第308團：風采中學

## 外部連結
- 紅十字青少年